# Spice (album)
Spice – debiutancki album studyjny brytyjskiej żeńskiej grupy muzycznej Spice Girls, wydany we wrześniu 1996 przez Virgin Records. Jest uważany za krążek, który przywrócił popularność teen popu. Na płycie wokalistki skupiły się na idei „girl power” (z ang. „siła dziewcząt”). Uwaga, jaką zespół zwrócił na siebie po wydaniu albumu, została porównana do Beatlemanii.
Spice odniósł wielki sukces komercyjny na całym świecie. Album zdobył szczyty list przebojów w ponad 17 krajach oraz pokrył się multiplatyną w 27 krajach, platyną w czternastu i złotem w trzech, w niektórych państwach nawet dziesięciokrotnie. Krążek stał się najchętniej kupowanym albumem w roku 1997, po rozprowadzeniu 19 milionów kopii w ponad rok. Płyta ostatecznie została sprzedana w 23 milionach kopii na całym świecie, stając się najlepiej sprzedawanym albumem w historii girlsbandów oraz jednym z najlepiej sprzedawanych krążków w historii muzyki rozrywkowej.
W Polsce album uzyskał certyfikat podwójnej platynowej płyty.

## Lista utworów
1. „Wannabe” (Matt Rowe, Spice Girls, Richard Stannard) – 2:52
2. „Say You’ll Be There” (Jon B., Eliot Kennedy, Spice Girls) – 3:56
3. „2 Become 1” (Rowe, Spice Girls, Stannard) – 4:00
4. „Love Thing” (Bayliss, Kennedy, Spice Girls) – 3:37
5. „Last Time Lover” (Spice Girls, Andy Watkins, Kim Wilson) – 4:11
6. „Mama” (Rowe, Spice Girls, Stannard) – 5:03
7. „Who Do You Think You Are” (Rowe, Spice Girls, Stannard) – 3:59
8. „Something Kinda Funny” (Spice Girls, Watkins, Wilson) – 4:02
9. „Naked” (Spice Girls, Watkins, Wilson) – 4:25
10. „If U Can’t Dance” (Jimmy Castor, George Clinton, William „Bootsy” Collins, Walter „Junie” Morrison, Spice Girls, Dave Stewart, Watkins, Wilson & His Combo) – 3:50